# 1937年国共谈判
1937年国共谈判是1937年国民政府暨中国国民党方面同中国共产党进行的一系列谈判，主要有五次。谈判奠定了第二次国共合作的基础，推动了抗日民族统一战线的形成。

## 第一次：西安谈判

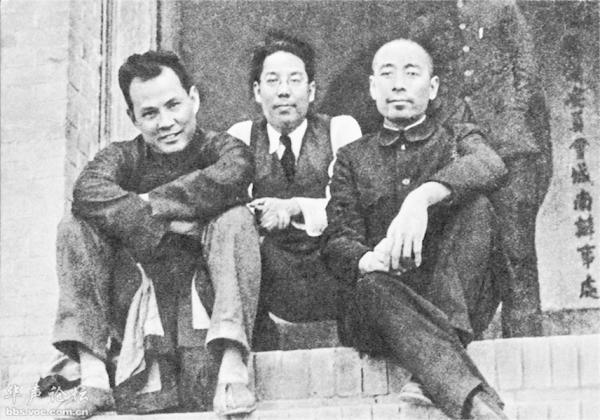
1937年西安谈判期间国共两党代表周恩来（右）、叶剑英（左）、张冲（中）在西安红军联络处门前。

西安事变和平解决后，1936年12月27日，中共中央向党内发出《中央关于蒋中正释放后的指示》，指出为达到抗日的目的，须继续督促和逼迫蒋中正实现其许诺的条件；改革国内政治，扩大与巩固中国工农红军（以下简称“红军”），巩固东北军、第十七路军、红军的团结，使陕西省、甘肃省首先成为抗日根据地。1937年1月1日，中共中央军委命令红军停止针对国民党军队的一切军事行动。1937年1月6日，南京国民政府明令裁撤西安剿匪总司令部。
西安事变和平解决时，蒋中正对周恩来当面表示希望能在南京同周恩来直接商谈国共两党合作事宜。中共中央为此已酝酿派周恩来赴南京。但在张学良送蒋中正返回南京却被扣留后，1937年1月5日、1月6日，毛泽东等人向在西安的周恩来、秦邦宪发去电报：“此时则无人能证明恩来去宁后，不为张学良第二。”“恩来绝对不可去南京。”中共中央改派潘汉年赴南京并表示：“周暂难分身，一俟大局略定，即可出见蒋。”“共产党在对内和平对外抗战基础上全力赞助蒋。”
1937年2月8日，国民政府军事委员会委员长西安行营主任兼第一集团军总司令顾祝同率领中央军进驻西安。蒋中正派顾祝同为全权代表，后又增派张冲、贺衷寒，在西安同周恩来谈判。中共后增派叶剑英参加谈判。
2月9日，周恩来与顾祝同举行首次会谈。当天，张闻天、毛泽东发电报给周恩来，提出谈判应要求将红军编为12个师，4个军，以林彪、贺龙、刘伯承、徐向前为各军军长，4个军编成一路军，设正副总司令，分别由朱德、彭德怀出任；军饷按照中央军的待遇，或者先每月接济80到100万元；如果成立国防委员会，红军应派代表参加；中国国民党保证不破坏中共组织，不逮捕中共党员，保证中共对红军的领导。
2月10日，中共中央发表《中共中央给中国国民党三中全会电》，提出五项要求、四点保证：
当此日寇猖狂，中华民族存亡千钧一发之际，本党深望贵党三中全会，本此方针，将下列各项定为国策：（一）停止内战，集中国力，一致对外；（二）保障言论、集会、结社之自由，释放一切政治犯；（三）召集各党各派各界各军的代表会议，集中全国人才，共同救国；（四）迅速完成对日作战之一切准备工作；（五）改善人民的生活。

如贵党三中全会果能毅然决然确定此国策，则本党为着表示团结御侮之诚意，愿给贵党三中全会以如下之保证：（一）在全国范围内实行停止武力推翻国民政府之方针；（二）工农政府改名为中华民国特区政府，红军改名为国民革命军，直接受南京中央政府与军事委员会之指导；（三）在特区政府区域内，实施普选的彻底民主制度；（四）停止没收地主土地之政策，坚决执行抗日民族统一战线之共同纲领。
2月11至12日会谈期间，顾祝同表示，中国工农红军可在西安设办事处，将苏维埃政府取消改设为特区政府；将红军的番号名称改变，按照国军编制，由国民政府军事委员会委派政训人员和联络员，其他地区游击队改成民团。周恩来在谈判中将《中共中央给中国国民党三中全会电》交给顾祝同。双方取得一定成果：（一）中共承认国民党在全国的领导地位，停止武装暴动和没收地主土地，实行御侮救亡的统一纲领。国民政府分期释放政治犯，不再逮捕中共党员，不再破坏中共组织，准许中共适时公开。（二）取消苏维埃制，改为中华民国特区政府，接受国民政府指导，实行普选制。（三）红军改编为国民革命军，接受国民政府军事委员会和蒋中正的统一指挥。其他边区部队改成地方部队。（四）中共派代表参加国民会议，中共军队派代表参加国防会议。（五）希望国民党三中全会对中共中央提出的和平统一团结御侮以及容许民主自由的主张作出进一步表示。
1937年2月15日，国民党五届三中全会在南京开幕。2月21日，全会通过《关于根绝赤祸之决议案》，其中提出取消红军、取消苏维埃政府、停止赤化宣传、停止阶级斗争，但其内容与中共提出的国共合作主张有相近处。
国民党五届三中全会以后，与会的张冲准备回西安继续谈判。临行前，蒋中正召见张冲，并向张冲交底：中共要等《中华民国宪法》公布后才能公开；恐怕中央的法令不容设特别区；红军最多可改编为3个师9个团。张冲回西安，2月26日代表蒋中正同周恩来谈判，转述了蒋中正的上述意见，并简述了国民党五届三中全会的情况，周恩来对《关于根绝赤祸之决议案》表示遗憾，并保留将来发出声明的权利。周恩来告知张冲，目前中共不想参加政府，仅要参加国防机关。
自当天至3月8日，周恩来和张冲会谈6次。其间，曾任黄埔军校政治部主任的周恩来还多次同黄埔军校毕业生关麟征、宋希濂等人谈话，并请中共中央派黄埔军校一期生陈赓来西安，做黄埔系的工作。谈判中，张冲提出红军主力可编4个师16个团，另编2个徒手工兵师，共6万人。张冲还建议中共通过在苏联的蒋经国来做蒋中正的工作。周恩来随即将张冲提出的意见汇报延安方面。3月3日，张闻天、毛泽东发来电报，同意红军改编意见，指出谈判的中心是中共“在南京政府下取得合法地位，使全国各方面的工作得以开始”。但张冲的意见传至南京时，被蒋中正否决，仅许红军编为3个师9个团。中共中央书记处研究蒋中正的意见后指示周恩来，谈判仍以4个师为基准，若蒋中正“坚持3个师时，亦只得照办”。谈判期间，《大公报》、《益世报》、《北平晨报》先后发表评论，讨论统一救国的问题。3月8日，周恩来、叶剑英与顾祝同、张冲、贺衷寒再次会谈，形成一个总结性条文，并决定由周恩来负责起草，此即“三八协议”，主要内容为：
- （一）中国共产党承认服从三民主义的国家及中国国民党的领导地位，彻底取消暴动及没收地主土地的政策，停止赤化运动；国民政府分批释放被监禁的中共党员，容许中国共产党在适当时期内公开。
- （二）取消苏维埃政府及其制度，将目前红军驻在地区改成陕甘宁行政区，执行国民政府的统一法令和民选制度，其行政人员经由民选推荐，由国民政府任命；行政经费由行政院和省政府规定。
- （三）红军取消，改编为国民革命军，服从国民政府军事委员会及蒋中正的统一指挥，其编制人员、给养、补充与国民革命军同等待遇，其各级人员由自己推荐，呈报国民政府军事委员会任命，政训工作由国民政府军事委员会派人联络；将红军中最精壮者编成3个国防师，计6旅12团及其他直属工、炮、通信、辎重等部队，在3个国防师上设某路军总指挥部；将红军地方部队改编成地方民团或者保安队；红军学校办完本期之后结束；令河西走廊马步芳、马步青部停止进攻红军西路军。[1]

但贺衷寒对该协议进行了修改，内容变为：红军改编为3个师以后，每师只许有1万人，共计3万人，政训人员由南京国民政府派人参加，各级副职由南京国民政府委派，取消“民选制度”，将“民选推荐”改成“地方推荐”，删去协议中停止进攻红军西路军的条款等等。
周恩来表示，贺衷寒是要让红军西路军困在河西走廊从而“束缚我们”、“胁迫我们”。周恩来认为在西安与顾祝同、贺衷寒继续谈判已无价值，要求与蔣中正面谈。中共中央书记处同意周恩来的意见。3月13日晚，周恩来会见张冲，提出将“三八协议”直送蒋介石，并表示虽然中共否认贺案，但是国共两党合作抗日和拥护蒋委员长的方针不会因贺案动摇。

## 第二次：杭州谈判
收到张冲转达的周恩来意见后，蒋介石同意与周恩来在杭州会谈。1937年3月下旬，周恩来飞赴杭州。途经上海时会见了宋美龄，请她将中共中央书记处关于谈判的十五条意见转给蒋介石。宋美龄对周恩来表示，中共可合法存在。次日到杭州后，周恩来在潘汉年陪同下，与蒋介石会谈。周恩来首先指出，中共对国共合作的立场建立在维护民族解放、民主自由、民生改善的共同纲领上，所以不能接受“投降”、“收编”之类的诬蔑之词。周恩来重申了中共十五项谈判条件，并提出了具体要求：（一）陕甘宁边区成为整个行政区，不可分割；（二）红军改编后须达到4万余人；（三）3个师之上须设总指挥部；（四）国民党不可派遣副佐和政训人员；（五）红军学校须办完本期；（六）红军防地须增加。
蒋介石听完后态度温和地表示，中共有民族意识和革命精神，是新生力量，数月来的和平运动反响很好。蒋介石还说，国共由于分家，导致十年革命失败，造成了各地军阀割据及帝国主义占据中国的局面，国共两党应当各自检查错误。蒋介石又指出，希望此次国共合作是永久的，即使他死后也别分裂，以免中国因发生内乱而造成英国、日本联手瓜分中国的局面。
谈到具体问题时，蒋介石表示这都是易解决的小节，中共在数月后便可参加国民大会、国防会议；陕甘宁行政区可为整个的，由中共推荐南京国民政府方面的人任正职，中共派员任副职；红军改编成3个师，4万多人，可设总指挥部；不会派人破坏中共部队；粮食接济定额可解决。最后蒋介石提到应有国共永久合作的有效办法。周恩来表示，最好的办法是制定共同纲领。蒋介石表示同意，并要周恩来回肤施（即延安），由中共议出一个共同纲领。
3月30日，周恩来携与蒋介石联系用的密电码回西安。当晚，周恩来同顾祝同谈判接济红军给养等问题。4月初，周恩来回到延安，中共中央政治局随即开会，听取周恩来关于杭州谈判的报告，针对蒋介石的提议，决定起草一个国共永久合作的民族统一战线纲领。会议期间，周恩来致电蒋介石称：“归肤施后述及先生合作诚意，均极兴奋，现党中央正开会计议纲领及如何与先生永久合作问题。”
周恩来在给中共中央的报告中提出下次谈判的方案为：“（一）我方起草一个民族统一战线的纲领（以抗日十大纲领及国民党第一次代表大会宣言为共同基础），包含国共两党及赞成这个纲领的各党派及政治团体，共同推举蒋为领袖。（二）我们提出修改国民大会组织法选举法的草案，征蒋同意，如蒋同意上述统一纲领及这一修改，我们可以答应赞助蒋为总统。（三）我们准备提出修改宪法的草案，在全国范围内进行民主运动以影响蒋。（四）对其他具体问题，我们坚持在不妨碍苏区实行民主制度及共产党在红军中的独立领导的原则之下进行一切谈判。故对行政区的问题拟接受，红军改编以4万5千人为定数，地方部队另编1万人，如此，除老弱妇女外，便无多余精壮青年。（五）如基本上及具体问题上均能满意解决，则我们拟以党的名义发表合作宣言，以争取公开活动，否则拟采取拖延办法，待事态发展，以便促蒋让步。”
这时，经中共中央同苏联领导人斯大林交涉，蒋经国已从苏联回中国。周恩来向在西安的叶剑英发电报，指示李克农与张冲一起去上海见蒋经国，请蒋经国影响蒋介石。

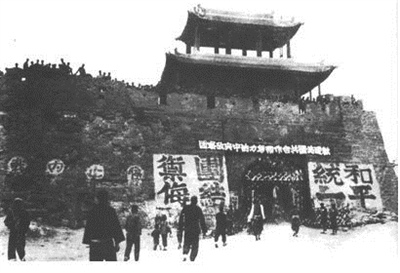
1937年5月，国民政府军事委员会委员长西安行营考察团（简称中央考察团），到陕甘宁特区和红军驻地考察，了解中国共产党和特区的各方面情况，以及中国共产党对国共合作抗日的态度。中央考察团一行18人，在涂思宗、萧致平率领下，于5月29日抵达肤施（即延安），当晚陕甘宁特区举办欢迎晚会，毛泽东出席晚会并致欢迎词。5月30日下午，延安各机关、群众团体和部队在城南门外大操场召开五卅纪念与欢迎中央考察团的群众大会，毛泽东出席并讲话。图为当时肤施城门上张贴标语：“欢迎为国共合作而努力的中央考察团”，两侧有“和平统一”、“团结御侮”的标语，左侧城墙上有“停止内战”的标语。

中共中央研究了周恩来有关下次会谈的方案，在4月20日的中共中央政治局会议上，就制定民族统一战线纲领、修改国民大会组织法和选举法等问题进行了讨论。会议讨论了吴亮平起草的《关于御侮救亡、复兴中国的民族统一纲领草案（草案）》。周恩来就纲领细则做了说明，指出统一战线须承认中共的独立性、国际性、阶级性；统一战线的原则是：以共同纲领作为行动准则；建立联合组织；若蒋介石承认该纲领，中共可承认蒋介石为领袖；联盟的组织原则是：各党派各革命团体都可参加；联盟中各个组织保持独立性，允许自由退盟等等。
在延安的三周内，中共中央政治局接连开会。1937年4月25日早饭后，周恩来等三十余人乘坐军用卡车赴西安，准备再次南下同蒋介石会谈。途中遭遇一伙土匪攻击，战斗中周恩来的随同人员十多人阵亡，周恩来等人突围折回延安。随后红军歼灭了该股土匪。次日，顾祝同派飞机把周恩来接到西安。到西安后，周恩来等人与顾祝同、张冲等人交换意见。随后又与顾祝同就军事问题谈判，商定再发给红军5万元经费；红军夏衣在1937年6月中旬发放；已到兰州的红军西路军被俘人员可送至西安或发衣被；中共将与南方各苏区联络等。顾祝同答应将把上述意见转呈蒋介石定夺。

## 第三次：庐山谈判
1937年5月下旬，周恩来飞抵上海。此后在上海、南京逗留数日，同各方人士谈争取中共公开合法地位的问题，并酝酿筹办中共的公开刊物。
1937年5月29日，蒋介石在日记中定下了取消中国共产党名称的设想：“对共问题，如其要公开，则应取消党名”。5月31日，蒋介石在庐山“研究对共策略”，设想“组织国民革命同盟会”，作为国共合作的最高组织形式，要中国共产党誓行三民主义，国共“各先取消原有党籍，重填盟约、誓书”，各派五到七人组成最高干部会，以蒋介石为主席，蒋介石有“最后决定权”。5月底的日记记有蒋介石的“对共方针”，除了组织国民革命同盟会外，还有10条：“甲、经济从宽；乙、政治次之；丙、军事严定限制；丁、主张坚决绝对不能迁就;戊、行动须令一致;己区域与军官仅施监察亦可；庚、勿准联合各党各派主张；辛、勿准宣传；壬、改党名，誓行三民主义；癸、领袖权责。”6月5日日记记载：“一、对共警告：甲、不能提不必做之言，不能做到之事；乙、绝对服从与一致，不得擅自宣传。丙、不得任意活动与组织；丁、对第三国际之限制。二、国民革命同盟会之组织。三、对倭之攻守。四、对各党各派联系之断绝。”
1937年6月4日，周恩来上庐山。当时蒋介石正在庐山筹办暑期训练团。1937年6月8日至15日，周恩来、蒋介石会谈多次，宋美龄、张冲在座。周恩来先将《关于御侮救亡、复兴中国的民族统一纲领（草案）》以及中共会谈的书面提纲交给蒋介石。该书面提纲包括三部分内容：争取民族独立，反对日本帝国主义；实现民权，保障人民自由；实现民生幸福，建立国防经济。
但蒋介石另外提出成立国民革命同盟会，具体内容是：“一、成立国民革命同盟会由蒋指定国民党的干部若干人，共产党推出同等数量之干部合组之，蒋为主席，有最后决定之权。二、两党一切对外行动及宣传，统由同盟会讨论决定，然后执行。关于纲领问题，亦由同盟会加以讨论。三、同盟会在进行顺利后，将来视情况许可扩大为国共两党合组之党。四、同盟会在进行顺利后，可与第三国际发生代替共产党关系，并由此坚定联俄政策，形成民族国家之联合。”
蒋介石还提出，中共先发表宣言，国民政府即公布红军3个师的番号，人数4万5千人；但蒋介石改变了杭州谈判时的许诺，表示3个师以上不再设总司令部，改为“设政治训练处指挥之”，并要毛泽东、朱德离开红军出国考察；陕甘宁边区政府仍须由中共推荐国民政府方面人士任正职，“边区自己推举副的”；南方游击队应由中共联络，“实行编遣，其首领须离开”；对杭州谈判时谈到的“允许共党适时公开”，蒋介石不再谈，仅表示中共可派代表参加国民大会，但“不以共党名义出席”。6月8日、9日的蒋介石日记记有：“共党必欲将收编部队设立总机关，此决不能允许也”，“共党尚设军事总机关，余严拒之”，坚持红军改编后仅设政训处，要求朱德离开红军。
周恩来表示，蒋介石提出的成立国民革命同盟会组织，须请示中共中央后才能决定；红军改编后不应设政治训练处，而应设总司令部或者总指挥部；陕甘宁边区政府的人事安排不合理。周恩来还同宋子文、宋美龄等人会谈，表示红军改编以后，3个师以上的统帅机关应该用军事名义而不应以“政训处”代替。当时周恩来与蒋介石争执激烈，虽经宋子文、宋美龄、张冲等从中调解，谈判仍难以进行。6月17日，蒋介石日记同意“对沈等之处置，宜早解决”（即同意早日解决被关押的沈钧儒等救国会七君子问题）。
6月18日，周恩来回延安，中共中央听取其汇报后，中共中央书记处决定由周恩来起草新的谈判方案。新方案虑及蒋介石的意见，“原则上同意组织国民革命同盟会，但要求先确定共同纲领，以便奠定同盟会及两党合作之政治基础”。“同盟会组织原则，在共同承认纲领的基础上，可同意国共两方面各推出同数干部组织最高会议。另以蒋为主席，承认其依据纲领有最后决定之权”。因蒋介石提出中共应先发表宣言，故中共中央准备1937年7月中旬发表宣言，其内容以《中共中央给中国国民党三中全会电》及上次交给蒋介石的方案为根据，“在宣言发表后，如蒋同意设立总的军事指挥部，红军即待其名义发表后改编，否则即于8月1日自行宣布改编，采用国民革命军暂编军、师名义，编3个正规师，共4.5万人”。陕甘宁边区将于1937年7月开展民主选举，在张继、宋子文、于右任3人中选举一人出任边区行政长官，中共方面由林伯渠任副长官。
国共谈判中最难的是改编后的红军指挥部问题。6月22日，周恩来在延安分别致电蒋介石、宋美龄、顾祝同、张冲等，重申中共中央的意见。当天周恩来致电蒋介石特别谈到军事指挥机关问题，表示中共可再让步，改编后的红军可以政治机关的名义指挥，但朱德应为该机关主任。同时周恩来告诉顾祝同、张冲：“朱德的去留影响极大，请向蒋进言，朱不离军队。”6月26日，顾祝同致电周恩来转达蒋介石的意见，指对中共的意见难以同意，蒋介石要求中共体念他的处境，不必计较这“区区小枝节”。6月29日，南京方面又向延安来电，表示红军改编后只能设政训处。
此时蒋介石决定开庐山谈话会，请社会各界共商国是。庐山谈话会未邀请中共参加。1937年6月26日，南京电催周恩来赴庐山谈判。中共中央决定，待国共两党合作宣言拟好之后再去谈判。中共中央让周恩来起草国共《两党关系调整方案》，该方案提出：国民革命同盟会可以负责调整两党关系，决定两党的共同行动事项，但是不干涉两党内部事务，两党都须遵守共同纲领，但两党均各自保持组织独立性以及政治批评和讨论的自由权。7月初，周恩来起草了《中共中央为公布国共合作宣言的草案》，其中提出中共奋斗的三项总目标是：“战胜日本帝国主义的侵略，争取中华民族的独立自由与解放；实现民权政治；实现中国人民的幸福和愉快的生活”，并重申了中共的四项保证。

## 第四次：庐山谈判

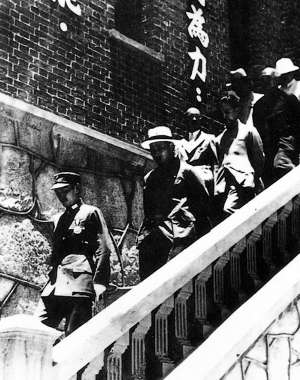
1937年7月，周恩来等赴庐山参加国共谈判

1937年7月4日，周恩来、秦邦宪、林伯渠到西安。1937年7月7日，他们一行飞抵上海，当天夜间北平卢沟桥事变发生。
7月8日，中共中央向全中国发出《为日军进攻卢沟桥通电》，指出这是日本发动大规模侵略战争的开始，“全中国的同胞们！平津危急！华北危急！中华民族危急！”号召“全国人民，用全力援助神圣的抗日自卫战争！”“武装保卫平津，保卫华北！不让日本帝国主义占领中国寸土！为保卫国土流尽最后一滴血！全中国同胞、政府与军队，团结起来，建筑民族统一战线的坚固长城，抵抗日寇的侵略！国共两党亲密合作抵抗日寇的新进攻！驱逐日寇出中国！”
7月12日晚，蒋介石命令二十九军作持久战准备，严禁与日方妥协。
7月13日，周恩来、秦邦宪、林伯渠抵达庐山。随即开始了与蒋介石、邵力子、张冲等人的会谈。会谈中，周恩来等人转达了中共方面的新提案：原则同意组织国民革命同盟会，但要求先确定共同纲领；承认蒋介石依照共同纲领有最后决定权；在具体问题上，提出准备7月中旬发宣言；要求蒋介石同意红军设立总的军事指挥部，朱德任红军改编后的指挥官；毛泽东不拒绝出外做事，但是非到适当时机不去；陕甘宁边区行民主选举，在张继、宋子文、于右任三人中择一人任边区行政长官，中共派林伯渠任副长官。7月15日，周恩来将《中共中央为公布国共合作宣言》提交给蒋介石。中共应先发宣言是上次庐山谈判时蒋介石提出的要求，但当《中共中央为公布国共合作宣言》送来后，蒋介石认为其中部分内容须修改，遂未公开发表中共中央宣言。蒋介石表示，对于中共所拟的国民革命同盟会纲领可以讨论。中共中央表示：“愿在蒋指挥下努力抗战，红军主力准备随时出动抗日，已令各军十天内准备完毕，待令出动，同意担任平绥国防。”蒋介石提出，红军改编后“各师须直隶行营，政治机关只管联络”（即国民政府军事委员会委员长行营直接指挥红军各师，红军设政治机关负责中间联络），不再提3个师以上的政治机关可代行指挥权，周恩来对此难以接受。7月16日，周恩来致信蒋介石：“华北炮火正浓，国内问题更应迅速解决，其急者为苏区改制与红军改编之具体实施。”同时周恩来认为，蒋介石的意见同上次庐山谈判“出入甚大，不仅事难做通”，且“恐碍此后各事之进行”。张闻天、毛泽东来电指示周恩来：“为大局计，可承认平时指挥人事等之政治处制度，请要求设正副主任，朱正彭副。但战时不能不设指挥部，以资统帅。”在7月17日的谈判中，蒋介石提出主任由周恩来或林伯渠担任，甚至提到可由毛泽东任副主任。周恩来根据上述张闻天、毛泽东来电指示的精神，就谈判问题拟出12条意见，7月18日经宋美龄转交蒋介石。这些意见主要是：中国国民党中央公开表示赞同《中共中央为公布国共合作宣言》，各报刊可以公开发表；迅速发表陕甘宁政府名义，自张继、宋子文、于右任3人中选择一人任正职，林伯渠任副职，其范围包括现辖18县，其疆界请国民政府行政院同边区政府划定；国共双方派人分别赴鄂豫皖、闽浙赣、闽粤赣、湘鄂赣等地联络并传达国共合作方针，改编南方红军游击队；准许中共在延安出版的《解放》周刊在全国发行；红军改编的具体意见。
蒋介石对周恩来所拟12条意见未作任何回应，仅重申红军改编后不设统一军事指挥机关，3个师直属行营；3个师的参谋长由南京派任；政治主任仅转达人事和指挥安排，可以周恩来任主任、毛泽东任副主任。周恩来当即表示，中共不能接受蒋介石的上述意见。谈判再陷僵局，周恩来等人离庐山到上海。1937年7月20日，张闻天、毛泽东致电周恩来、秦邦宪、林伯渠：“日军进攻之势已成，抗战有实现之可能。”“我们决采取蒋不让步，不再与谈之方针。”要求周恩来、林伯渠暂留上海，等待谈判重开。
7月17日，蒋介石在庐山海会寺向全国各界代表百余人发表“最后关头”谈话（即庐山声明）称：“我们固然是一个弱国，但不能不保持我们民族的生命，不能不负起祖宗先民所遗留给我们历史上的责任，所以到了必不得已时，我们不能不应战。”“如果放弃尺寸土地与主权，便是中华民族的千古罪人，那时候便只有拼民族的生命，求我们最后的胜利。”“如果战端一开，那就是地无分南北，人无分老幼，无论何人，皆有守土抗战之责，皆抱定牺牲一切之决心。”
随着华北局势危急，全民抗战已成定局。周恩来在上海致电张闻天、毛泽东，建议应先行开展红军改编工作，须“立即自行改编3个方面军、6个单位的统一组织，每个方面军编足1万5千人，独立军、师都编入，加强干部，使各方面军都能独立工作”。1937年7月27日，周恩来等人抵达西安，当天在同蒋鼎文会谈时，即得蒋介石口信：红军迅速改编，出动抗日。周恩来请蒋鼎文转告蒋介石：红军同意改编，同意开拔，但国民党应立即发表《中共中央为公布国共合作宣言》。
回延安后，周恩来参加了中央关于红军改编出动抗日的会议，会上决定：立即争取西安行营的同意，将红军集中到陕西三原改编，编足4万5千人，3个师以上设总指挥部（将来可以让步为军部），朱德任正职，彭德怀任副职。7月29日、30日，日军先后占领北平、天津，蒋介石发表《告抗战全军将士书》称：“和平既然绝望，只有抗战到底。”周恩来、秦邦宪立即赴陕西省泾阳县云阳镇，出席红军前敌总指挥部举行的红军高级干部会议，商议红军改编及出动抗日的问题，并和朱德、彭德怀、任弼时等人商定了红军改编中分布、编制、干部配备等问题。
这时，叶剑英自西安发电报给周恩来称，桂系将领李宗仁、白崇禧，川军将领刘湘将到南京参加国民政府军事委员会举行的国防会议。周恩来认为中共也将被邀请参加此次会议，乃致电毛泽东、张闻天，提出中共应派员参加，以争取公开合法地位。1937年8月1日，毛泽东转来张冲的急电称，蒋介石密邀毛泽东、朱德、周恩来速赴南京共商国防问题。周恩来电复张冲：如开国防会议，则同朱德、叶剑英去；如为谈话会，则同林伯渠、博古、叶剑英去。张冲即复电告知是开国防会议，望毛泽东、朱德、周恩来到南京参加。

## 第五次：南京谈判

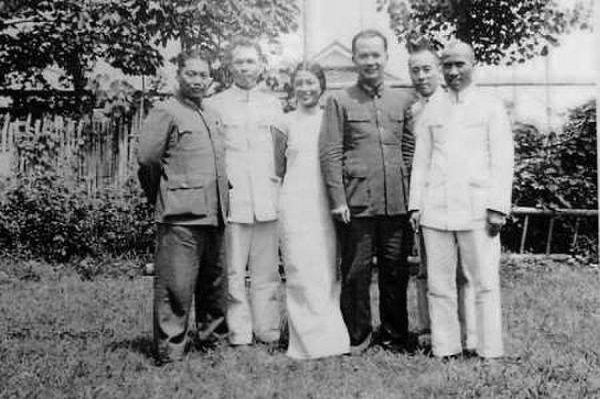
1937年8月，國共兩黨參加的國防會議在南京就合作抗日達成共识。8月21日，國共兩黨談判代表在中華民族解放行動委員會總書記黃琪翔的寓所合影。右起：朱德、周恩來、黃琪翔、黃琪翔夫人郭秀儀、葉劍英、張群。

南京谈判中，最重要的问题是红军改编和出动抗日。8月4日，周恩来、朱德、秦邦宪、林伯渠、彭德怀、任弼时讨论后，向中央提出《关于全国对日抗战及红军参战问题的意见》和《关于红军主力出去抗战的意见》。次日，周恩来收到张闻天、毛泽东的复电称，红军担负“独立自主的游击运动战，钳制敌人大部分，消灭敌人一部”，“在一定地区内协助正面友军作战”，遵照“按情况使用兵力的原则，在此原则下，承认开拔兵力”。
周恩来、朱德等人抵达西安后，得知红军西路军1,000多被俘人员关押在西安，便当即派孔石泉前往了解。在确认属实后，周恩来随即赴西安行营同蒋鼎文交涉，要求释放。当天30名西路军干部获释，随后又有210多人获释。1937年8月9日，周恩来、朱德、叶剑英飞抵南京。在南京期间，他们多次同冯玉祥、白崇禧、刘湘、龙云等人会面，中共终得以公开活动。
在国民政府军政谈话会上，周恩来重申中共中央关于对日抗战的意见，指出当前须培养可独立持久的战斗能力，正面防御不可停顿于一线及数线阵地，而应从阵地战转为平原与山地的扩大运动战，并要采取游击战。朱德也做发言。周恩来、朱德的意见获与会者好评，对国民政府制定全国抗战战略方针产生了影响。在讨论国共合作具体问题时，蒋介石仍对中共提出了若干意见。7月已交予蒋介石的《中共中央为公布国共合作宣言》，蒋介石一直不予发布，周恩来重提此事时，蒋介石让康泽出面告诉周恩来，中共宣言不宜提“民主”，而应一律改为“民用”；应取消对民族、民权、民生的解释；不同意提中共同国民党获得谅解而共赴国难等等。
康泽和周恩来会谈的次日，1937年8月13日日军进攻上海，八一三事变爆发。周恩来即向中共中央请示，在随后的谈判中应争取达到如下目标：（一）努力抗战，以巩固蒋介石的抗战决心；（二）红军立即改编，争取开动；（三）力争发表《中共中央为公布国共合作宣言》；（四）催促发表正副总指挥。
1937年8月18日，蒋介石同意红军改编为国民革命军第八路军（后简称“八路军”），任命朱德、彭德怀为正、副总指挥，并于8月22日正式发表文告。红军改编后的指挥机关及人事任命问题就此获得解决。
周恩来根据中共中央书记处的指示，多次同国民党谈判，表示八路军可充任战略游击支队，在总战略方针下开展独立自主的游击战。蒋介石、何应钦同意八路军充当战略游击支队，执行通过侧面战协助友军扰乱和钳制日军大部并消灭一部的作战任务。八路军的战略任务确定以后，周恩来、叶剑英即致电毛泽东等人，表示仍以部队迅速开拔为有利，提出“至少应以一个旅为先遣部队，先行东进。”毛泽东当天复电彭德怀、任弼时表示“同意恩来提议”。红一军团作为先遣部队即日出动。自8月下旬起，八路军3个师的主力先后从韩城等处东渡黄河，经同蒲铁路开至抗日前线。
红军主力改编问题刚落实，周恩来便考虑同蒋介石讨论南方红军游击队的改编及中共合法机构问题。何应钦作为蒋介石的代表同周恩来商谈具体问题，何应钦同意中共派人赴南方各游击区传达中共中央指示，并且协助红军游击队改编成国民革命军新编第四军（后简称“新四军”）。经此次谈判，国民党准许在南京、上海等地设中共代表团及八路军办事处。后又在武汉、长沙、兰州等地设中共代表团办事处、八路军办事处、新四军通讯处等机构。
谈判中，周恩来要求国民党释放被关押的中共党员。1937年8月18日，周恩来和叶剑英到首都反省院看望被关押的中共党员，经交涉，当天夏之栩、王根英、熊天荆获释。随后陶铸、刘宁一、钱瑛、帅孟奇、张琴秋等人也获释。
在庐山谈判时，周恩来便提出中共在南京公开出版发行《新华日报》。再次磋商该事时，迅速收到中国国民党中央宣传部部长邵力子的批文。周恩来立即和朱德去拜望监察院院长于右任，请于右任为《新华日报》题写了报名。
十多天的南京谈判解决了国共之间的若干根本问题。1937年8月21日，周恩来为了参加即将在洛川举行的中共中央政治局扩大会议（洛川会议），离开南京赴西安，谈判中尚待解决的问题交由叶剑英等人继续交涉。
1937年9月22日，中央社播发《中共中央为公布国共合作宣言》。9月23日，蒋介石在庐山发表《对中国共产党公布国共合作宣言的谈话》，指出团结御侮的必要性，公开承认了中共的合法地位。《国共合作宣言》和蒋介石谈话的发表，标志着以第二次国共合作为基础的抗日民族统一战线正式形成。